# キャンディ・フラワー
『キャンディ・フラワー』は、山田デイジーによる日本の漫画作品。

## 概要
『なかよしラブリー』（講談社）の春の号に掲載された。

## 書誌情報
山田デイジー 『キャンディ・フラワー』 講談社〈講談社コミックスなかよし〉、全1巻
- 1巻、2005年6月6日発行、ISBN 4-06-364082-5